# Gra Fort
Gra Fort és un grup de rock dur de Corbera d'Ebre. Han publicat tres discos: També hi ha una altra (Catalunya) (1991), Pinten bastos (1994) i Sentiments (1998). L'any 2014 van celebrar un concert de 25 anys.